# 黑月 (电影)
《黑月》是法国导演路易·马勒1975年执导的电影，曾获法国凯撒奖最佳摄影、最佳音响效果奖。
该片采用超现实叙事，故事聚焦在一迷惘少女（凯瑟琳·哈里森饰）身上，她见证了一场性别战争，发现自己身处一座乡村庄园，经历了一系列梦幻状态。影片暗含了对1970年代妇女运动的晦涩的解读。